# إتيان ماتلر
إتيان ماتلر (بالفرنسية: Étienne Mattler) (25 ديسمبر 1905 – 23 مارس 1986) لاعب كرة قدم فرنسي راحل كان يجيد اللعب في خط الدفاع ومثل منتخب فرنسا .
ولد ماتلر في مدينة بلفور ولعب في أندية بلفور، تروا ، وسوشو حيث حقق مع الأخير بطولتي دوري في 1935 و1938 وبطولة واحدة كأس فرنسا في 1937 .
لعب 46 مباراة دولية مع منتخب فرنسا كما شارك في بطولات كأس العالم الثلاث الأولى في 1930 ، 1934 ، و1938 مما يجعله أحد خمسة لاعبين يشاركون في هذه البطولات. توفي عن عمر ناهز 80 سنة .

## وصلات خارجية
- إتيان ماتلر على موقع الاتحاد الدولي (مؤرشف)  (الإنجليزية)
- إتيان ماتلر على موقع قاعدة بيانات كرة القدم.إي يو (الإنجليزية)
- إتيان ماتلر على موقع ليكيب (الفرنسية)
- إتيان ماتلر على موقع ناشيونال فوتبول تيمز (الإنجليزية)
- إتيان ماتلر على موقع عالم كرة القدم.نت (الإنجليزية)

- السيرة الذاتية في موقع الاتحاد الفرنسي لكرة القدم